# Дабагян, Норайр Арутюнович
Норайр Арутюнович Дабагян (арм. Նորայր Հարությունի Դաբաղյան; 5 августа 1904, Ван Западная Армения — 12 июля 1955, Ереван Армянская ССР) — армянский советский литературный критик, литературовед. Педагог, профессор (с 1936). Член Союза писателей СССР.

## Биография
После смерти отца в 1914 году семья Дабагян переселилась в Тифлис, затем переехала в Карс, позже в Ереван. Из-за тяжёлого материального состояния семьи мальчика сдали в детский дом.
В 1925 г. окончил историко-литературный факультет Эриванского университета.
В 1932 году окончил Московский институт красной профессуры.
В конце 1920-х — начале 1930-х годов П. Дабагян — видный деятель литературной жизни Армении.
Работал ответственным редактором журнала «Гракан диркерум» («На литературном посту»), органе Ассоциации пролетарских писателей Советской Армении. В 1927—1930 — редактор журнала «Խորհրդային գրականություն», в 1931—1932 — член редколлегии журнала «Пролетарская литература» (орган ВОАПП, Москва), в 1930—1936 гг. — редакции «Литературной газеты».
Был членом правлений: ВОАПП (Всесоюзного объединения Ассоциаций пролетарских писателей), АПП, ЗАПП (Закавказской ассоциации пролетарских писателей), членом редколлегии журнала ЗАПП: «На рубеже Востока».
В 1934 г. участвовал в работе Первого съезда советских писателей (с решающим голосом).
В 1935—1937 — заведующий отделом культуры компартии Армении. В октябре—ноябре 1937 года — ректор Ереванского госуниверситета.
В 1940—1955 г. — приглашенный профессор в госуниверситете Еревана и армянском педагогическом университете.

## Творчество
Автор многочисленных статей, появившихся в периодической печати Армении, в том числе:
- «Пути развития пролетарской литературы в Советской Армении»,
- «Ревизия марксистской литературой критики под флагом марксизма»,
- «Проблема революции в нашей (армянской) новейшей литературе»,
- «Политика партии в художественной литературе» (Ленинян уги),
- «Взгляды Плеханова на литературу и искусство» (Нор уги),
- «О социальной значимости творчества Ов. Туманяна».

П. Дабагян также принадлежит ряд статей полемического характера и статей для «Литературной энциклопедии» в 11 т. — (М), 1929—1939.